# Філіппов Михайло Іванович
Михайло Іванович Філіппов (нар. 15 серпня 1947, Москва, Російська РФСР, СРСР) — радянський і російський актор театру і кіно, народний артист Російської Федерації (1996), лауреат Державних премій РФ.

## Біографія
Михайло Іванович Філіппов народився 15 серпня 1947 року в Москві. Навчався на філологічному факультеті Московського державного університету. Під час навчання в МДУ грав у студентській студії «Наш дім». Після четвертого курсу перейшов в ГІТІС на курс народного артиста РРФСР професора Григорія Конського, закінчив ГІТІС в 1973 році.
Того ж року вступив до трупи Московського театру імені Володимира Маяковського.

## Особисте життя
Одружений третім шлюбом.
Перша дружина — філолог Ірина Андропова (нар.. 1947), дочка Генерального секретаря ЦК КПРС Юрія Андропова. Син — Дмитро.
Друга дружина — актриса Наталя Гундарєва . Був у шлюбі з нею 19 років, до її смерті. Через два роки після її відходу Михайло Іванович видав книгу під назвою «Наташа» про головну в його житті жінку — померлу дружину. Це книга спогадів і вражень про їх сімейне життя, до якої увійшли малюнки Наталії, вірші Михайла, їх записочки про любов один одному.
Третя дружина — Наталія Васильєва (Філіппова), актриса Московського театру імені Маяковського.

## Визнання і нагороди
- Орден «За заслуги перед Вітчизною» IV ступеня (1 червня 2013) — за великі заслуги в розвитку вітчизняної культури і мистецтва, багаторічну плідну діяльність
- Глядацька премія «ЖЖивой театр» (2013) — у номінації «Артист року» за ролі в спектаклях «Таланти і шанувальники» і «Пан Пунтила та його слуга Матті»
- Міжнародна премія імені Станіславського в номінації «Майстерність актора» (2011)
- Премія «Кришталева Турандот» — за роль Миколи Степановича у виставі «Таємні записки таємного радника» театру «Ермітаж» (2010)
- Орден Пошани (січень 2005) — за багаторічну діяльність в галузі культури і мистецтва
- Державна премія Росії (1999) — за участь у виставі «Одруження» (Театр на Покровці)
- Премія «Три сестри» (1999)
- Премія мерії Москви (1997) — за ролі в спектаклях «Одруження» і «Наполеон I»
- Приз за кращу чоловічу роль другого плану на кінофестивалі «Сузір'я» (1997) — за роль Морденка в телесеріалі "Петербурзькі таємниці"
- Народний артист Росії (1996)
- Заслужений артист РРФСР (1984)

## Творчість

### Ролі в театрі
- «Бесіди з Сократом» Е. Радзинського — 1-й учень Сократа
- «Плоди освіти» Л. М. Толстого — професор Кругосветлов
- «Хай живе королева, віват!» Р. Болта — іспанський посол Де Квадра
- «Дивіться, хто прийшов!» В. Арро — Роберт
- «Вікторія?..» Т. Реттігана — Мінтоу
- «Захід» І. Бабеля — від Автора, Боярський
- «Наполеон Перший» Ф. Брукнера — Наполеон
- «Загадкові варіації» Е. Шмітта — Абель Знорко
- « Одруження» М. В. Гоголя. Режисер: Сергій Арцибашев — Кочкарьов
- «Карамазови» за Ф. М. Достоєвським. Режисер: Сергій Арцибашев — Дмитро Карамазов
- «Хитка рівновага» Е. Олбі — Тобі
- «Як посварилися» за М. В. Гоголю — Іван Никифорович
- «Директор театру» за творами О. С. Пушкіна, В. Моцарта, А. Сальєрі — Моцарт і Сальєрі. Режисер: Дмитро Бертман (Театральне агентство «Арт-Партнер XXI»)
- 2012 — «Таланти і шанувальники» О. Островського — реж. М. Карбаускіс — Велікатов
- 2012 — «Пан Пунтила і його слуга Матті» Б. Брехта — реж. М. Карбаускіс — Пунтила
- 2013 — «Кант» реж. М. Карбаускіс — Кант
- 1983 — «Поголос» (Панас Салинський) — реж. Ю. В. Іоффе, постановка О. О. Гончарова — Мчиславський, артист
- Кішка на розпеченому даху (Теннессі Вільямс) — Гупер

### Ролі в кіно
1. 1976 — Червоне і чорне — пан Фуке
2. 1981 — Проста дівчина[2] — Егор Гаврилович[3]
3. 1988 — Артистка з Грибова — Груздєв
4. 1989 — Жінки, яким пощастило — Марк Григорович
5. 1989 — Процес
6. 1990 — Супермен
7. 1991 — Справа Сухово-Кобиліна — Петро Якович Чаадаєв
8. 1991 — Небеса обітовані — Вася, молодший син «Каті Іванової» / Василь Ілліч Прохоров
9. 1991 — Чокнутые — компаньйон Отрешкової
10. 1992 — Гріх — начальник РОВД, капитан милиции
11. 1992 — Дрібниці життя — Костянтин Ілліч, телережисер
12. 1993 — Альфонс — Костянтин Сергійович, новий директор театру
13. 1993 — Сніданок з видом на Ельбрус — Сергій Маландін, товариш Павла
14. 1993 — Італійський контракт
15. 1993 — Відважна парочка
16. 1993 — Російський роман
17. 1994 — Московські канікули — представник «Аерофлоту»
18. 1994 — Петербурзькі таємниці — Осип Захарович Морденко
19. 1995 — Квадрат
20. 1997 — Зміїне джерело — следчий
21. 1998 — Самозванці — Парамонов
22. 1999 — Д. Д. Д. Досьє детектива Дубровського — Віталій Авдійович Ірінархов / Доппель Д2 / «М'ясник», маньяк у Читі
23. 2000 — Російський бунт — генерал-аншеф Петро Панін
24. 2001 — Соломія — Захолуст'ев-старший
25. 2001 — Цвіркун за вогнищем — містер Теклтон
26. 2003 — Євлампія Романова. Слідство веде дилетант — Олег Писемський
27. 2004 — Діти Арбата — Алфьоров
28. 2004 — Дзісай — Дудипін («Імператор»)
29. 2004 — Конвалія срібляста
30. 2007 — Нас не наздоженеш — Марк
31. 2008 — Глухар — алкаш
32. 2009 — Іван Грозний — митрополит Макарій
33. 2009 — Зачароване кохання-2
34. 2010 — Багряний колір снігопаду — Ростислав Баторський
35. 2012 — Шпигун — Йосип Сталін
36. 2013 — Гагарін. Перший в космосі — Сергій Павлович Корольов
37. 2015 — Пес — Борис Борисович Громов, полковник, начальник ОВД (1-й сезон)
38. 2018 — Операція «Сатана» — Борис Олексійович Заболотний, генеральний конструктор КБ «Північ»